# 338 Dywizja Piechoty (III Rzesza)
338 Dywizja Piechoty (niem. 338. Infanterie-Division) – niemiecka dywizja z czasów II wojny światowej, sformowana na poligonie Biedrusko niem. Warthelager na mocy rozkazu z 9 listopada 1940 roku, poza falą mobilizacyjną przez II Okręg Wojskowy.

## Struktura organizacyjna
- Struktura organizacyjna w listopadzie 1942 roku:

757., 758. i 759. pułk grenadierów, 338. pułk artylerii, 338. batalion pionierów;
- Struktura organizacyjna w maju 1943 roku:

757., 758. i 759. forteczny pułk grenadierów, 338. pułk artylerii, 338. batalion pionierów, 338. oddział łączności, 338. oddział szybki;
- Struktura organizacyjna w październiku 1943 roku:

757. forteczny pułk grenadierów, 338. pułk artylerii, 338. batalion pionierów, 338. kompania fizylierów, 338. kompania przeciwpancerna, 338. oddział łączności;
- Struktura organizacyjna w listopadzie 1943 roku:

757., 758. i 759. pułk grenadierów, 338. pułk artylerii, 338. batalion pionierów, 338. kompania fizylierów, 338. kompania przeciwpancerna, 338. oddział łączności;

## Dowódcy dywizji
- gen. por. Josef Folttmann 10 XI 1942 – 5 I 1944;
- gen. por. Rene de I’Homme de Courbiere 5 I 1944 – 18 IX 1944;
- gen. por. Hans Oschmann 18 IX 1944 – X 1944;
- płk Hafner X 1944 – X 1944;
- gen. por. Hans Oschmann X 1944 – 14 XI 1944;
- gen. mjr Rudolf von Oppen 14 XI 1944 – 29 XII 1944;
- gen. mjr Konrad Barde 29 XII 1944 – 18 I 1945;
- gen. mjr Wolf Ewert 18 I 1945 – 15 IV 1945;